# Nomada parata
Nomada parata är en biart som beskrevs av Cresson 1878. Nomada parata ingår i släktet gökbin, och familjen långtungebin. Inga underarter finns listade i Catalogue of Life.